# Niyazi Ulusoy
Niyazi Ulusoy (* 1939 in Kırklareli, Provinz Kırklareli) ist ein ehemaliger türkischer Konteradmiral, der unter anderem zwischen 1992 und 1994 Oberkommandierender der Küstenwache (Türk Sahil Güvenlik Komutanlığı) war.

## Leben

### Ausbildung und Verwendung als Seeoffizier
Ulusoy absolvierte nach dem Schulbesuch eine Offiziersausbildung an der Marineschule (Deniz Harp Okulu), die er 1958 abschloss. Im Anschluss fand er Verwendung als Seeoffizier auf verschiedenen Schiffen sowie Kommandostellen der Marine (Türk Deniz Kuvvetleri), ehe er zwischen 1971 und 1973 die Marineakademie (Deniz Harp Akademisi) absolvierte. Danach war er zunächst 1973 Offizier an Bord des Balao-Klasse-U-Bootes TCG Pirireis (S-343) sowie zwischen 1973 und 1974 Kommandant der TCG Dumlupınar (S-339), ebenfalls ein U-Boot der Balao-Klasse. Nachdem er zwischen 1974 und 1976 Planungsoffizier im NATO-Kommando der Alliierten Seestreitkräfte Südeuropa COMNAVSOUTH (Commander Naval Forces Southern Europe) in Nisida war, lehrte er von 1977 bis 1979 als Dozent an der Marineakademie und zugleich von 1978 bis 1979 als Ausbildungsleiter an der Marineschule.
Danach fungierte Ulusoy zwischen 1979 und 1981 als Kommodore der II. U-Boot-Flottille sowie von 1981 bis 1982 als Chef des Stabes der U-Boot-Flotte. Im Anschluss wechselte er in das Oberkommando der Marine und war dort von 1982 bis 1983 Leiter der Unterabteilung Logistikplanung, ehe er zwischen 1983 und 1984 Chef des Stabes des Marinekommandos Nord (Kuzey Deniz Saha Komutanlığı) in Istanbul war, das unter anderem für Marmarameer, Schwarzes Meer, Bosporus und Dardanellen zuständig ist.

### Aufstieg zum Konteradmiral
Am 30. August 1984 wurde Ulusoy zum Flottillenadmiral (Tuğamiral) befördert und fungierte anfangs zwischen 1984 und 1986 erneut als Leiter der Unterabteilung Logistikplanung im Oberkommando der Marine sowie anschließend von 1986 bis 1987 als Leiter der Logistikabteilung im Oberkommando der Marine. Nachdem er zwischen 1987 und 1988 Kommodore der U-Boot-Flotte (Denizaltı Filosu) war, schloss sich 1988 eine kurzzeitige Verwendung als stellvertretender Militärattaché und Leiter der Dechiffrierungsabteilung an der Botschaft in den USA an, ehe er nach seiner Rückkehr in die Türkei von 1988 bis 1989 abermals Kommodore der U-Boot-Flotte war.
Nach seiner Beförderung zum Konteradmiral (Tümamiral) am 30. August 1989 wurde Ulusoy wieder Leiter der Logistikabteilung im Oberkommando der Marine und war im Anschluss zwischen 1991 und 1992 Kommandant des Marinestützpunktes Gölcük (Gölcük Ana Üs Komutanlığı). Zuletzt wurde er am 14. August 1992 Nachfolger von Konteradmiral Ekmel Totrakan als Oberkommandierender der Küstenwache (Türk Sahil Güvenlik Komutanlığı) und bekleidete diese Funktion bis zu seiner Ablösung durch Konteradmiral Aydın Canel am 10. August 1992. Im Anschluss trat er am 30. August 1994 vorzeitig in den Ruhestand.
Niyazi Ulusoy, der mit Hilal Ulusoy verheiratet und Vater zweier Kinder ist, spricht neben Türkisch auch Englisch.